# 웨인 롭슨
웨인 롭슨(Wayne Robson, 1946년 4월 29일 ~ 2011년 4월 4일)은 캐나다의 배우이다.
밴쿠버에서 태어났으며 토론토에서 사망하였다. 사인은 심근 경색이다.

## 출연 작품
- 서바이벌 오브 더 데드 (2009년)
- 인크레더블 헐크 (2008년)
- 인 비트윈 (2007년)
- 데드 캠프 2 (2007년)
- 스턱 (2007년) - 미스터 빙클리 역
- 캔들스 온 베이 스트리트 (2006년)
- 쿨 머니 (2005년)
- 웰컴 프레지던트 (2004년)
- 콜드 크릭 (2003년)
- 데드 캠프 (2003년)
- 인터스테이트 (2002년)
- 스토커 (2001년)
- 사랑의 전쟁 (2000년)
- 어플릭션 (1997년)
- 큐브 (1997년) - 르니스 역
- 캡티브 하트: 제임스 밍크 스토리 (1996년)
- 못말리는 서스펙트 (1996년)
- 투 이프 바이 씨 (1996년)
- 시니어 트립 (1995년)
- 데스 콜 (1995년)
- 헤드스 (1994년)
- 돌로레스 클레이븐 (1994년) - 새미 마챈트 역
- 더블, 더블, 토일 앤 트러블 (1993년)
- 산타, 뉴욕에 나타나다 (1991년)
- 빙고 (1991년)
- 땡땡의 모험 (1990년)
- 사랑과 살인 (1990년)
- 생쥐 구조대 2 (1990년)
- 바잉 타임 (1989년)
- 페어런츠 (1989년)
- 겨울 장미 (1987년)
- 불리즈 (1986년)
- 기적의 크리스마스 (1985년)
- 저스트 더 웨이 유 알 (1984년)
- 소펠 부인 (1984년) - 홀리데이 역
- 뽀빠이 (1980년)
- 호보 (1979년)
- 맥케이브와 밀러 부인 (1971년)

### 텔레비전
- 로보캅 - TV 시리즈 (1994년)
- 에이번리로 가는 길 (1990-92)